# سروندان (رشت)
سروندان، روستایی است از توابع بخش سنگر شهرستان رشت در استان گیلان ایران.

## جمعیت
این روستا در دهستان سنگر قرار دارد و براساس سرشماری مرکز آمار ایران در سال ۱۳۸۵، جمعیت آن ۱۸۹۸ نفر (۵۱۶خانوار) بوده‌است.